# Давид, Рене
Рене́ Дави́д  (фр. René David; 1906—1990) — французский учёный-правовед, один из крупнейших специалистов в областях сравнительного правоведения и юридической географии мира (сравнительно новой науки на стыке права, истории и географии).
Профессор Парижского университета (1945—1990). Читал лекционные курсы в Кембриджском (Великобритания), Колумбийском (США), Мюнхенском (ФРГ), Тегеранском (Иран) и других университетах.
Практическая деятельность Рене Давида выразилась, в числе прочего, в подготовке проектов для кодификации гражданского законодательства Эфиопии и Руанды.
Приобрел широкую известность за пределами Франции благодаря своей монографии «Основные правовые системы современности» (1964), переведённой на немецкий, английский, испанский, итальянский, португальский, финский, венгерский, турецкий, персидский и китайский языки (а также на русский в 1967 году). В этом труде он тщательно и беспристрастно описал существовавшие на тот момент правовые системы и дал их оригинальную классификацию, которая остаётся весьма авторитетной в сравнительном правоведении до настоящего времени.
На основе комбинации юридико-технических и идеологических критериев Рене Давид выделил следующие три основные «семьи права»:
- романо-германскую (континентальную);
- англо-американскую (система общего права);
- коммунистическую.

Наряду с этим, по Рене Давиду, существуют следующие самостоятельные типы религиозного и традиционного права:
- мусульманское;
- иудейское;
- каноническое;
- индусское;
- дальневосточное (японо-китайское);
- африканское.

После смерти Рене Давида его ставший классическим труд продолжает переиздаваться во многих странах мира c исправлениями Камиллы Жофрэ-Спинози (Camille Jauffret-Spinosi).
Благодаря доступности, простоте и, в то же время, обстоятельности изложения, книга «Основные правовые системы современности» остается одним из наиболее популярных пособий по сравнительному праву у современных русскоязычных читателей и наиболее цитируемым из всех научных трудов в данной области юридических знаний.

## Работы
- Давид Р. Основные правовые системы современности. — M., 1967, [lib.ru/PRAWO/rene.txt 1988], 1996;

- Давид Р., Жоффре-Спинози К. Основные правовые системы современности = Les grands systemes de droit contemporains / Пер. с фр. В. А. Туманова. — М.: Международные отношения, 1998. — 400 с. — 3000 экз. — ISBN 5713309274.
- David René Traite elementaire de droit civil compare. — Paris, 1950;
- David René Camille Jauffret-Spinosi. Les grands systèmes de droit contemporains. — Paris: Dalloz, 2002, 553 p.